# Леондінг
Леондінг (нім. Leonding) — місто в Австрії, у федеральній землі Верхня Австрія.
Входить до складу округу Лінц. Населення становить 25 676 осіб (на 1 січня 2008 року). Займає площу 24,05 км². На кладовищі біля Собору Св. Михайла розташована могила батьків Адольфа Гітлера, а навпроти виходу з кладовища стоїть будинок сім'ї Гітлерів.